# Onigocia
Onigocia is een geslacht van straalvinnige vissen uit de familie van platkopvissen (Platycephalidae). Het geslacht is voor het eerst wetenschappelijk beschreven in 1913 door Jordan & Thompson.

## Soorten
- Onigocia bimaculata Imamura & Sakashita, 2000
- Onigocia grandisquamis Regan, 1908
- Onigocia macrolepis Bleeker, 1854
- Onigocia oligolepis Regan, 1908
- Onigocia pedimacula Regan, 1908
- Onigocia spinosa Temminck & Schlegel, 1844